# Krakovský złoty
Krakovský złoty byla měnová jednotka Svobodného města Krakov od roku 1835 až do jeho zániku připojením k Rakousku v roce 1846. Dělila se na 30 grošů, a byla ražena v mincovně ve Vídni. Krakovský złoty zůstal v oběhu až do roku 1847.

## Mince
Mince krakovského złoteho byly vydávány v nominální hodnotě 5, 10 grošů, a 1 złoty.